# The Return (livro)
The Return é uma memória de Hisham Matar publicada pela primeira vez em junho de 2016. As memórias concentram-se no retorno de Killing à Líbia, sua terra natal, em 2012, para buscar a verdade por trás do desaparecimento em 1990 de seu pai, um destacado dissidente político do regime de Gaddafi. Ele ganhou o Prêmio Pulitzer 2017 em biografia ou autobiografia, o Prêmio inaugural Book PEN / Jean Stein 2017 e o Prêmio Folio 2017, tornando-se o primeiro livro de não-ficção a fazê- lo.

## Sinopse
Em 1990, o pai de Hisham Matar, um crítico importante da ditadura de Muammar al Gaddafi, foi sequestrado por agentes de Gaddafi e preso na Líbia. Kill nunca viu seu pai depois disso. As memórias seguem o retorno de Matar à Líbia em 2012, após a morte do ditador, para descobrir o que aconteceu com seu pai.

## Recepção

### Resposta crítica
O retorno foi aclamado pela crítica. Foi nomeado como um dos 10 melhores livros de 2016 pelos editores do The New York Times Book Review  e The Washington Post. Ao escrever para o The Guardian, os escritores Julian Barnes, Alan Hollinghurst, Blake Morrison, Rupert Thomson, Lucy Hughes-Hallett e Chimamanda Ngozi Adichie o nomearam como um de seus livros favoritos de 2016, e Adichie disse que "a tocou" e ensinou-lhe sobre amor e lar.   Ao escrever para o New York Times, a crítica vencedora do Prêmio Pulitzer, Michiko Kakutani, selecionou o livro como um de seus 10 melhores livros de 2016, descrevendo-o como parte da "história do detetive", parte da "história do exílio" e parte "da história do que aconteceu na Líbia e no Oriente Médio".

### Prémios
Ganhou o Prêmio Pulitzer de Biografia ou Autobiografia do 2017  e o Prêmio Folio 2017, tornando-se o primeiro livro de não-ficção a fazê-lo. Ele também ganhou o prêmio inaugural do Livro PEN / Jean Stein 2017  e o Prêmio de Melhor Biografia Slightly Foxed de 2016. As memórias foram finalistas do Prêmio Baillie Gifford de 2016, Costa Biography Award 2016, National Book Critics Circle Award 2017  e Los Angeles Times Book Award 2017.